# 青木玲緒樹
青木玲緒樹（1995年2月24日—）是一名日本游泳運動員，主攻蛙泳，現所屬於MIKI HOUSE，東洋大學畢業。她曾經代表日本參加亞洲游泳錦標賽，獲得女子200公尺蛙式冠軍，更於第93屆日本游泳錦標賽上奪下女子100公尺及200公尺蛙式冠軍，成功入選2017年世界游泳錦標賽日本代表。青木玲绪树曾創下女子100米蛙泳亞洲紀錄，但這記錄後來被唐钱婷打破。

## 外部連結
- 青木玲緒樹的X（前Twitter）